# Boopedon empelios
Boopedon empelios är en insektsart som beskrevs av Otte, D. 1979. Boopedon empelios ingår i släktet Boopedon och familjen gräshoppor. Inga underarter finns listade i Catalogue of Life.